# Ganting Damai
Ganting Damai is een bestuurslaag in het regentschap Kampar van de provincie Riau, Indonesië. Ganting Damai telt 1793 inwoners (volkstelling 2010).